# Больцано (аеропорт)
Аеропорт Больцано (італ. Aeroporto di Bolzano — Dolomiti, нім. Flughafen Bozen — Dolomiten) (IATA: BZO, ICAO: LIPB) — невеликий регіональний аеропорт неподалік від міста Больцано у провінції Південний Тіроль на півночі Італії
..

## Історія
Аеропорт був побудований у жовтні 1926 і мав одну злітно-посадкову смугу завдовжки 1300 м.
У червні 2016 року згідно опитування громадської думки урядом було прийнято рішення більше не підтримувати аеропорт фінансовими коштами через високий рівень дефіциту. Тому було вирішено, що компанія-оператор аеропорту буде ліквідована та ліцензія буде передана італійському уряду, що означає, що аеропорт буде повністю закрито, якщо не буде знайдено іншого оператора.
Останніми роками Південний Тіроль витратив понад 120 мільйонів євро в розвитку аеропорту, не створивши жодного постійного рейсу
.
Авіакомпанія Darwin Airline припинила свої польоти щодо зобов'язання з комунального обслуговування в Рим від імені Alitalia 18 червня 2015 року, знову залишивши аеропорт Больцано без будь-яких запланованих комерційних перевезень
.
У грудні 2019 року власники аеропорту оголосили, що створять власну авіакомпанію — Sky Alps що має літати двічі на день до Риму у травні 2020 року та запропонували туристичні чартерні рейси влітку.

Перший рейс відбувся 17 червня 2021 року.

Восени 2021 року злітно-посадкова смуга шириною 32 м була продовжена з початкових 1293 м до 1432 м і розширена до 45 м.

## Авіалінії та напрямки
| Авіакомпанія | Пункт призначення |
| ------------ | --- |
| SkyAlps      | Берлін, Дюссельдорф, Гамбург, Лондон–Гатвік Сезонно: Брач (з 16 травня 2022), Бріндізі (з 25 травня 2022), Брюссель, Кальярі (з 29 травня 2022), Катанія (з 14 квітня 2022), Копенгаген, Ібіца, Ламеція-Терме (з 25 травня 2022), Ольбія, Пальма-де-Мальорка (з 13 травня 2022), Роттердам/Гаага |

## Статистика
Див. джерело запитів Вікіданих та джерела.